# Злочинність в Естонії

## Стан злочинності
Оскільки кримінальна статистика під час окупації була засекречена, все ж рівень вуличної злочинності був дуже низький. Висока була ступінь корупції серед правлячої партійної еліти, радянської номенклатури і бюрократії. Міліція порівняно успішно справлялася з вуличної та побутової злочинністю. Складніше була ситуація зі службовими злочинами і корупцією, боротьба з якою була покладена на КДБ. Для ведення справи про корупцію, коли залучалися особи, що відносяться до номенклатури, був потрібний дозвіл відповідної партійної інстанції і часто винуватці несли лише партійне покарання у вигляді догани та перекладу на іншу роботу.
Після відновлення незалежності криміногенна ситуація змінилася на гірше по ряду причин:
- -погіршення матеріального становища визначеноних верств населення;
- -зростання безробіття, особливо серед осіб неестонського населення, які втратили високооплачувану роботу на підприємствах військово-промислового комплексу, які не можуть знайти нову через незнання естонської мови;
- -невизначеність положення іммігрантів радянського часу, викликана втратою ними статусу привілегірованного прошарку суспільства;
- -скасування радянських і створення естонських правоохоронних структур і пов'язаний з цим певний період неефективних дій;
- -відкриття кордонів, що розширює можливості для деяких видів злочинів і т.д.

До 1994 року злочинність швидко зростала, потім це зріст дещо знизився, а за деякими видами важких злочинів (вбивства і зґвалтування) в 1994-96 р.р. помітно навіть деяке їх зниження, хоча кількість багатьох інших, наприклад наркопренадходжень, продовжує зростати. Високий також рівень економічних злочинів. Їх розслідування часто затягується на неприпустимо тривалі терміни через низький рівень і недосвідченість слідства. Було кілька гучних скандалів, пов'язаних з корупцією.
За роки радянської тоталітарної окупації Естонська держава і народ зазнали важких втрат. Всі інститути держави були скасовані і замінені радянськими окупаційними органами влади. Втрати населення в результаті фізичного знищення, депортації в Росію і втечі на захід досягають четверть від довоєнного населення. Шляхом етнічних чисток змінений етнографічний склад населення - частка естонців в загальній кількості знижена з 97% до 64%. Колективізацією розвалено сільське господарство і традиційний уклад сільського життя. Розвиток економіки не відповідає потребам Естонії. У порівнянні з сусідніми країнами, наприклад з Фінляндією і Швецією, з якими Естонія за своїм економічним розвитком до Другої світової війни знаходилася приблизно на одному рівні, вона відкинута на кілька десятків років тому. Мабуть, найтяжчою спадщиною  що сталася під впливом комуністичної ідеології є девальвація загальнолюдських моральних цінностей і етичних засад народу.
За збігом багатьох щасливих випадковостей, завдяки витримці народу і керівників, ломка окупаційного режиму і відновлення незалежності Естонії відбулися без пролиття крові. Вдалося уникнути заворушень і кровопролиття і в подальшому, в ході відновлення законного порядку і створення державних структур.
Ліквідація радянських спецслужб сталася без ексцесів, але їх основні архіви і документація були вивезені в Росію, туди ж виїхали багато керівників і співробітників, а в Естонії ймовірно була залишена таємна агентура, підпорядкована відповідним російським спецслужбам.
Естонські спецслужби були фактично створені з самого початку на порожньому місці з великими перешкодами, викликаними відсутністю фахівців і досвіду. Зараз ці перешкоди в основному подолані.
Дослідженням окупаційного періоду і злочинами комуністичного тоталітарного режиму в Естонії займаються багато державних і громадських  організацій. Опубліковані та готуються публікації, звіти та виставки на ці теми, створюються музеї.
Порушено кілька кримінальних справ за фактом скоєння злочинів проти людства, але слідство по ним ускладнене тим, що немає в наявності всіх документів, а винуватці виїхали.
До теперішнього часу в Естонії відновлений конституційний порядок і всі державні структури. В основному створено стабільне відкрите суспільство з діючими демократичними свободами і порядками. Однак для повного подолання важкої окупаційної спадщини у всіх сферах життя суспільства і економічного відставання потрібно ще багато часу і зусиль.

## На сучасному етапі
М.Г. КОЛОДЯЖНИЙ, (канд. юрид. наук, Науково-дослідний інститут вивчення проблем злочинності імені академіка В.В. Сташиса НА-ПрН України) у своїй книзі «СУЧАСНА КОНЦЕПЦІЯ ЗАПОБІГАННЯ ЗЛОЧИННОСТІ В ЄВРОПЕЙСЬКОМУ СОЮЗІ» пише «...До групи європейських країн із найменшим рівнем злочинності за аналогічний період відносяться: Кіпр –7,5 тис., Мальта – 15 тис., Люксембург – 28,2 тис., Естонія – 50 тис., Латвія – 55 тис...»